# Långrammen
Långrammen är en sjö i Västerviks kommun i Småland och ingår i Botorpsströmmens huvudavrinningsområde. Sjön är 15 meter djup, har en yta på 0,877 kvadratkilometer och befinner sig 55 meter över havet. Sjön avvattnas av vattendraget Botorpsströmmen (Tynnsån).
Från 1880-talet trafikerades Kogaren och Långrammen av en ångbåt som fraktade mjölk från gårdar runt sjöarna till mejeriet i Mjöltorp. Ångbåten som hette Lily hade sin hemmahamn i Lilyhamn vid Kogarens sydspets. Ångbåten användes även för passagerartrafik och för timmertransporter. Mejeriet i Mjöltorp brann i slutet av 1800-taltet, en tid därefter lades sågverket ned och i början av 1900-talet tegelbruket vid Kogaren. 1910 påbörjades en sjösäkning i båda sjöarna och i samband med det upphörde båttrafiken.

## Delavrinningsområde
Långrammen ingår i det delavrinningsområde (641300-152655) som SMHI kallar för Utloppet av Långrammen. Medelhöjden är 91 meter över havet och ytan är 16,02 kvadratkilometer. Räknas de 16 avrinningsområdena uppströms in blir den ackumulerade arean 241,04 kvadratkilometer. Avrinningsområdets utflöde Botorpsströmmen (Tynnsån) mynnar i havet. Avrinningsområdet består mestadels av skog (54 procent) och jordbruk (28 procent). Avrinningsområdet har 0,84 kvadratkilometer vattenytor vilket ger det en sjöprocent på 5,2 procent.